# Morning Sun (Iowa)
Morning Sun es una ciudad ubicada en el condado de Louisa en el estado estadounidense de Iowa. En el Censo de 2010 tenía una población de 836 habitantes y una densidad poblacional de 403,48 personas por km².

## Geografía
Morning Sun se encuentra ubicada en las coordenadas 41°5′39″N 91°15′3″O / 41.09417, -91.25083. Según la Oficina del Censo de los Estados Unidos, Morning Sun tiene una superficie total de 2.07 km², de la cual 2.07 km² corresponden a tierra firme y (0%) 0 km² es agua.

## Demografía
Según el censo de 2010, había 836 personas residiendo en Morning Sun. La densidad de población era de 403,48 hab./km². De los 836 habitantes, Morning Sun estaba compuesto por el 98.33% blancos, el 0.48% eran afroamericanos, el 0.12% eran amerindios, el 0% eran asiáticos, el 0% eran isleños del Pacífico, el 0.12% eran de otras razas y el 0.96% pertenecían a dos o más razas. Del total de la población el 1.56% eran hispanos o latinos de cualquier raza.